# Andréi Kuznetsov
Andréi Kuznetsov (Balashija; 22 de febrero de 1991) es un tenista profesional ruso.

## Carrera

### 2009
En octubre de 2009, participa por primera vez del cuadro principal de un torneo ATP cuando, gracias a una invitación del torneo, juega la primera ronda de la Copa Kremlin en la que cae derrotado ante el francés Fabrice Santoro por 6-4, 2-6 y 2-6.
La semana siguiente participa del ATP de San Petersburgo nuevamente por una wild card y en la primera ronda derrota al español Marcel Granollers por 6-7, 7-6 y 6-4 en lo que significó su primera victoria en el circuito. En la segunda ronda pierde con el ucraniano Sergiy Stajovski por 1-6 y 4-6.

### 2010
En junio de 2010 entra al cuadro principal del AEGON International a través de la clasificación y se enfrenta en primera ronda al japonés Kei Nishikori a quien supera por abandono del asiático cuando el ruso ganaba 6-4 y 3-1. En la segunda ronda se topa con quien terminaría siendo campeón del torneo, el francés Gilles Simon con quien pierde por 1-6, 7-6 y 6-7.
La semana siguiente recibe una invitación para jugar la primera ronda de Wimbledon y choca con el rumano Victor Hănescu pero a pesar de pelear durante 5 sets, pierde por 7-6, 6-7, 3-6, 6-1 y 5-7.
En octubre participa de la Copa Kremlin y luego de atravesar la clasificación, pierde en primera ronda con el rumano Victor Crivoi por 6-7 y 3-6.
Luego participa, nuevamente por una invitación, en el ATP de San Petersburgo y pierde en su primer partido contra el también ruso Yevgueni Donskói por 5-7 y 6-7.

### 2011
A principios de abril de 2011 participa del Grand Prix Hassan II y luego de pasar la clasificación se enfrenta en primera ronda al español Sergio Gutiérrez-Ferrol y lo derrota por 6-1 y 7-5. En segunda ronda se encuentra con el segundo preclasificado y ex número ocho del mundo, el chipriota Marcos Baghdatis y lo supera por 6-4, 4-6 y 6-4. Así es como llega a los cuartos de final en donde choca con el rumano Victor Hănescu y cae por 7-6, 5-7 y 2-6.
Más tarde a mediados del mes, juega el Barcelona Open BancSabadell y pierde en primera ronda ante el francés Edouard Roger-Vasselin por 2-6 y 4-6.
Una semana más tarde participa como invitado, del BMW Open y cae en primera ronda ante el ruso Nikolái Davydenko por 1-6 y 6-7.
En octubre participa, mediante una invitación, de la Copa Kremlin y pierde en su primer encuentro con el ruso Ígor Kunitsyn por 5-7, 6-4 y 3-6.

### 2012
A fines de mayo de 2012 llega al cuadro principal de Roland Garros luego de superar la clasificación y se enfrenta al francés Jo-Wilfried Tsonga con el que pierde por 6-1, 3-6, 2-6 y 4-6.
En junio participa de Wimbledon donde atraviesa la clasificación y pierde en primera ronda con el francés Florent Serra por 6-3, 6-7, 4-6, 6-4 y 4-6.
En julio participa del Studena Croatia Open en el que supera en primera ronda al español Daniel Muñoz de la Nava por 6-3, 5-7 y 7-6, en segunda ronda se enfrenta al croata Mate Pavić y lo derrota por el mismo resultado y en cuartos de final pierde con el español Fernando Verdasco por un doble 6-2.

## Títulos ATP (0; 0+0)

### Dobles
| Leyenda                         |
| Grand Slam (0)                  |
| ATP Wourld Tour Finals (0)      |
| ATP Masters 1000 World Tour (0) |
| ATP World Tour 500 series (0)   |
| ATP World Tour 250 series (0)   |

#### Finalista (1)
| N.º | Fecha                 | Torneo | Superficie | Pareja         | Oponentes en la final         | Resultado |
| --- | --------------------- | ------ | ---------- | -------------- | ----------------------------- | --------- |
| 1.  | 12 de febrero de 2017 | Sofía  | Dura (i)   | Mijaíl Yelguin | Viktor Troicki Nenad Zimonjić | 4-6, 4-6  |

## Títulos Challenger; 12 (8 + 4)
| Leyenda                        | Individuales | Dobles |
| ------------------------------ | ------------ | ------ |
| Grand Slam (tenis)\|Grand Slam | 0            | 0      |
| ATP World Tour Finals          | 0            | 0      |
| ATP World Tour Masters 1000    | 0            | 0      |
| ATP World Tour 500 Series      | 0            | 0      |
| ATP World Tour 250 Series      | 0            | 0      |
| ATP Challenger Series          | 8            | 4      |

### Individuales (8)
| N.º | Fecha      | Torneo                     | Superficie    | Oponentes en la final       | Resultado      |
| --- | ---------- | -------------------------- | ------------- | --------------------------- | -------------- |
| 1.  | 29.04.2012 | Challenger de Nápoles      | Tierra batida | Jonathan Dasnières de Veigy | 7-66, 7-66     |
| 2.  | 16.09.2012 | Challenger de Todi         | Tierra batida | Paolo Lorenzi               | 6-3, 2-0r      |
| 3.  | 23.09.2012 | Challenger de Trnava       | Tierra batida | Adrian Ungur                | 6-3, 6-3       |
| 4.  | 30.09.2012 | Challenger de Lermontov    | Tierra batida | Farrukh Dustov              | 6-77, 6-2, 6-2 |
| 5.  | 04.05.2014 | Challenger de Ostrava      | Tierra batida | Miloslav Mečíř Jr.          | 2-6, 6-3, 6-0  |
| 6.  | 30.08.2015 | Challenger de Manerbio     | Tierra batida | Daniel Muñoz de la Nava     | 6-4, 3-6, 6-1  |
| 7.  | 06.09.2015 | Challenger de Como         | Tierra batida | Daniel Brands               | 6-4, 6-3       |
| 8.  | 25.07.2021 | Challenger de Nur-Sultan 4 | Dura          | Jason Kubler                | 6-3, 2-1 ret.  |

### Dobles
| N.º | Fecha      | Torneo                     | Superficie    | Compañero            | Oponentes en la final                    | Resultado        |
| --- | ---------- | -------------------------- | ------------- | -------------------- | ---------------------------------------- | ---------------- |
| 1.  | 18.11.2011 | Challenger de Marbella     | Tierra batida | Javier Martí         | Emilio Benfele Álvarez Adelchi Virgili   | 6-3, 6-3         |
| 2.  | 03.05.2014 | Challenger de Ostrava      | Tierra batida | Adrián Menéndez      | Alessandro Motti Matteo Viola            | 4-6, 6-3, [10-8] |
| 3.  | 09.08.2014 | Challenger de Praga-2      | Tierra batida | Toni Androić         | Roberto Maytín Miguel Ángel Reyes-Varela | 7-5, 7-5         |
| 4.  | 11.01.2015 | Challenger de Happy Valley | Dura          | Aleksandr Nedovyesov | Alex Bolt Andrew Whittington             | 7-5, 6-4         |